# Albert Dupontel
Albert Dupontel est un acteur, réalisateur, scénariste et humoriste français, né le 11 janvier 1964 à Saint-Germain-en-Laye (en Seine-et-Oise, actuelles Yvelines).
Découvert par Patrick Sébastien au début des années 1990, il se fait d'abord connaître comme humoriste dans des one-man-shows, puis s'impose comme acteur de cinéma. Il commence ensuite une carrière de réalisateur et de scénariste, tout en continuant à jouer pour d'autres cinéastes.
Concernant ses seuls films, il remporte de multiples César du cinéma (dans les catégories Meilleur scénario original, Meilleure adaptation, Meilleur réalisateur et Meilleur film), pour son travail dans 9 Mois ferme, Au revoir là-haut et Adieu les cons.

## Biographie

### Jeunesse et formation
Jusqu'à l'âge de 20 ans, Albert Dupontel vit à Conflans-Sainte-Honorine avec ses parents. Son père, originaire de Trégomeur (Côtes-d'Armor), est médecin, et sa mère est dentiste. Durant son cursus primaire à l'école Paul-Bert de Conflans, il pratique la gymnastique et le judo.
Après avoir obtenu son baccalauréat en 1982, il fait quatre ans d'études médicales à l'UFR de médecine de l'université Paris-Diderot (CHU Bichat-Claude-Bernard). Stagiaire dans le service de neurochirurgie, il déserte souvent ce poste pour aller au cinéma. Son chef de service ne validant pas son stage du fait de ces absences, il renonce à poursuivre médecine. Il s'inscrit ensuite à un cours de théâtre, dirigé par Yves Pignot, et choisit alors comme nom de scène Albert Dupontel ; il souhaite en effet préserver sa famille et particulièrement son père,.
Il reçoit ensuite une formation de deux ans (1986-1988) à l'École du théâtre national de Chaillot, sous la direction d’Antoine Vitez. Il commence alors à écrire des sketchs pour se défouler. Durant cette période, il joue de petits rôles. Il est brièvement (une dizaine de jours) l'élève d'Ariane Mnouchkine, dont l'enseignement l'a cependant marqué et lui a servi plus tard dans sa carrière. Elle lui propose d'entrer dans sa compagnie de théâtre, mais il décline la proposition,.

### Révélation sur scène et débuts au cinéma (1990-1999)
En 1990, Albert Dupontel écrit les Sales Histoires, une série d’histoires brèves pour Canal+. Son ton grinçant est nouveau et tranche radicalement avec ce qui se fait à l’époque.
En août 1990, il commence par des prestations scéniques d'humoriste en seul-en-scène au Théâtre de poche Graslin à Nantes. La même année, il tourne une série de spots publicitaires pour la Lada Samara,. Un temps de vaches maigres, jusqu'à ce qu'il soit remarqué par Patrick Sébastien qui, ayant vu une cassette vidéo de son spectacle, lui propose de faire un sketch dans son émission télévisée Sébastien c'est fou (devenant son producteur par la suite), ce qui le fait accéder à la reconnaissance du grand public. Il se produit ensuite avec succès dans de nombreuses salles parisiennes, avec son spectacle intitulé le Sale Spectacle, notamment au théâtre Tristan-Bernard. En 1992, il poursuit en se produisant à l'Olympia avec le Sale spectacle 2 et remporte un grand succès. Toutefois, il ne fait de la scène que « pour bouffer », comme il dit, car son projet à long terme, c'est le cinéma.
Toujours en 1992, il se lance dans la mise en scène avec Désiré, son premier court métrage. En tant que comédien, il apparaît dans des films tels que Un héros très discret ou Chacun pour toi avec Jean Yanne. Grâce à l'argent gagné avec ses spectacles, il se lance dans la réalisation et son premier film, Bernie (1996), obtient un grand succès. Le film suscitera l'enthousiasme de nombreuses personnalités, comme les membres des Monty Python, Terry Jones et Terry Gilliam, ou encore Robin Williams qui fit même une petite parodie du film pour l'édition collector du DVD.
En 1999, il réalise Le Créateur, toujours entouré de la même équipe. Le Créateur est un échec commercial et comptabilise peu d'entrées. La même année, Michel Deville lui offre son premier grand rôle sérieux dans La Maladie de Sachs. Son interprétation est saluée par une première nomination aux César.

### Acteur et retour à la réalisation (2000-2008)

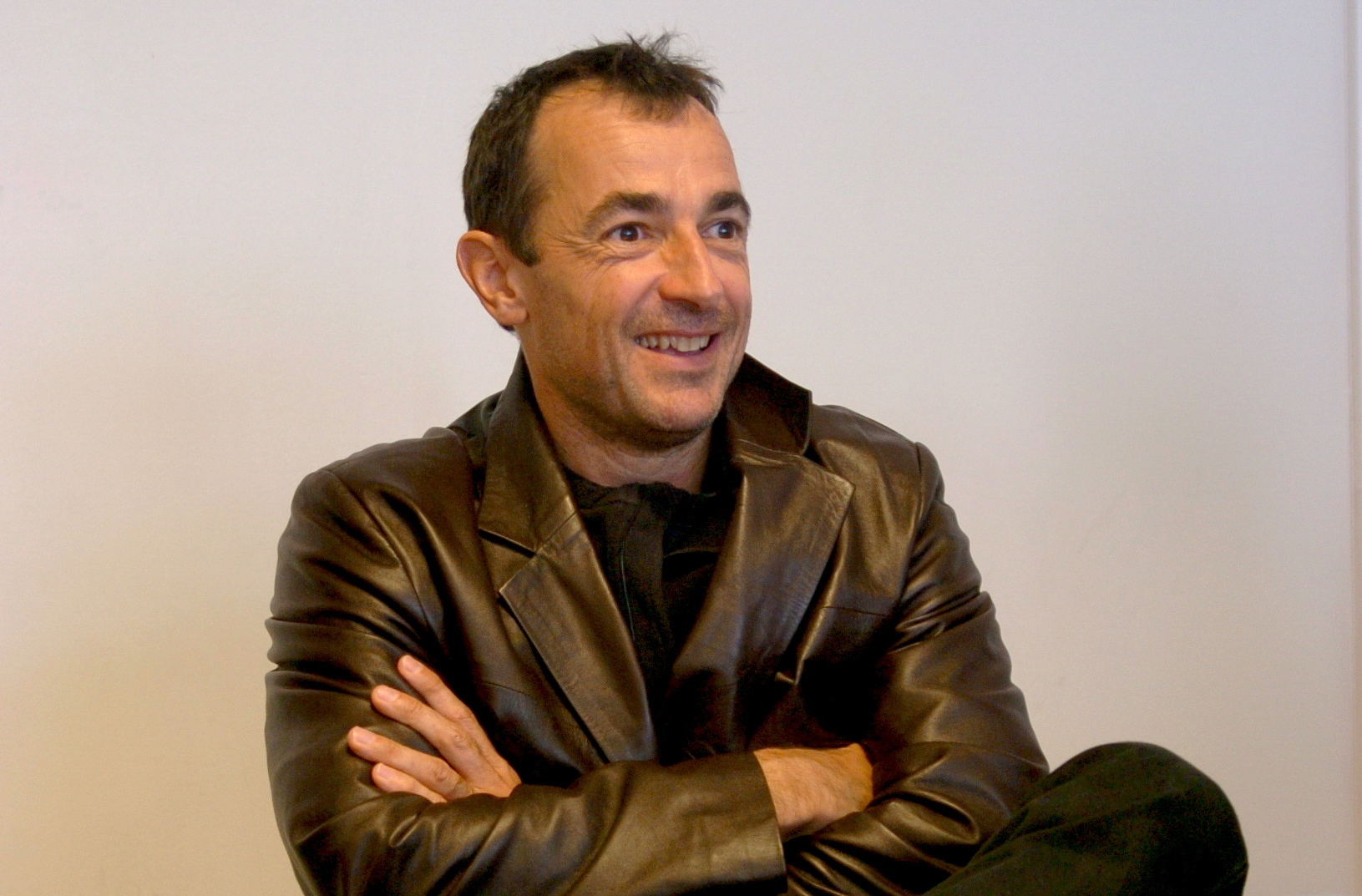
Albert Dupontel, le 18 septembre 2006 à Paris.

Entre 2001 et 2005, Albert Dupontel tourne plusieurs films par an dans les genres de la comédie et du drame. En 2002, il monte les marches du festival de Cannes pour défendre Irréversible : le film est entouré d'une grande polémique en raison de sa violence.
Il commence à travailler sur son troisième long métrage, Enfermés dehors. En 2004, il est à l'affiche de plusieurs films dont Le Convoyeur et Un long dimanche de fiançailles. La recherche de financement pour sa troisième réalisation est compliquée. En 2005, après avoir essayé de produire le film aux États-Unis, puis envisagé une production franco-espagnole, il trouve finalement plusieurs partenariats en France. France 2 accepte de financer le film mais souhaite ses spectacles en DVD. Les spectacles à l'Olympia et au théâtre Tristan Bernard sont donc édités en 2005.
En 2006 sort Enfermés dehors, où il est à la fois réalisateur et acteur principal. Il parvient à réaliser un film d'action burlesque et déjanté, faisant à nouveau l'admiration de Terry Gilliam et Terry Jones, qui participent brièvement au film.
De 2006 à 2008, il multiplie les apparitions au cinéma, avec trois films par an. Il a notamment le premier rôle dans Président, Odette Toulemonde, Chrysalis, L'Ennemi intime et Deux Jours à tuer, pour lequel il est de nouveau nommé aux César dans la catégorie Meilleur acteur.

### Réalisateur récompensé (depuis 2009)

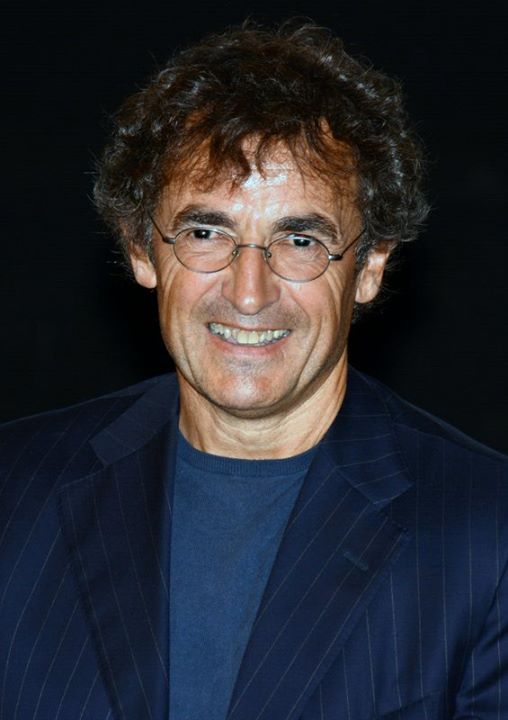
Albert Dupontel en 2013 à l'avant-première du film 9 Mois ferme.

En 2009, Albert Dupontel réalise Le Vilain, une fable drolatique qui permet à l'actrice Catherine Frot d'y faire une composition de personne âgée. Le film est un succès (près d'un million de spectateurs) et permet à Dupontel d'annoncer un nouvel opus pour 2011.
Entre-temps, il refait l'acteur pour Bertrand Blier dans Le Bruit des glaçons (2010) avec Jean Dujardin pour partenaire puis, en 2011, pour Gustave Kervern et Benoît Delépine avec cette fois-ci Benoît Poelvoorde en co-vedette dans Le Grand soir, seul film français primé lors du festival de Cannes 2012.
En octobre 2012, il commence le tournage de son nouveau film 9 Mois ferme, une comédie sur l'amour impossible entre un prisonnier (incarné par Dupontel) et une juge enceinte (Sandrine Kiberlain, qui obtiendra le César de la meilleure actrice pour ce rôle). Le film sort en octobre 2013 et totalise plus de 2 millions de spectateurs, tout en étant bien accueilli par la presse. Le réalisateur reçoit même le César du meilleur scénario original lors de la 39e cérémonie des César,.
En 2017, il enchaîne avec Au revoir là-haut, l'adaptation du roman homonyme de Pierre Lemaitre, récompensé par le Prix Goncourt 2013. Tourné avec plusieurs techniques créatives, dont la colorimétrie, le film dépasse le million de spectateurs en salles après deux semaines et jette un regard nouveau sur la Première Guerre mondiale. Au terme de son exploitation, il enregistre plus de deux millions d'entrées, ce qui en fait son plus gros succès (juste devant 9 Mois ferme). Dupontel obtient pour ce film les César de la meilleure réalisation et de la meilleure adaptation (avec Pierre Lemaître) lors des Césars 2018.

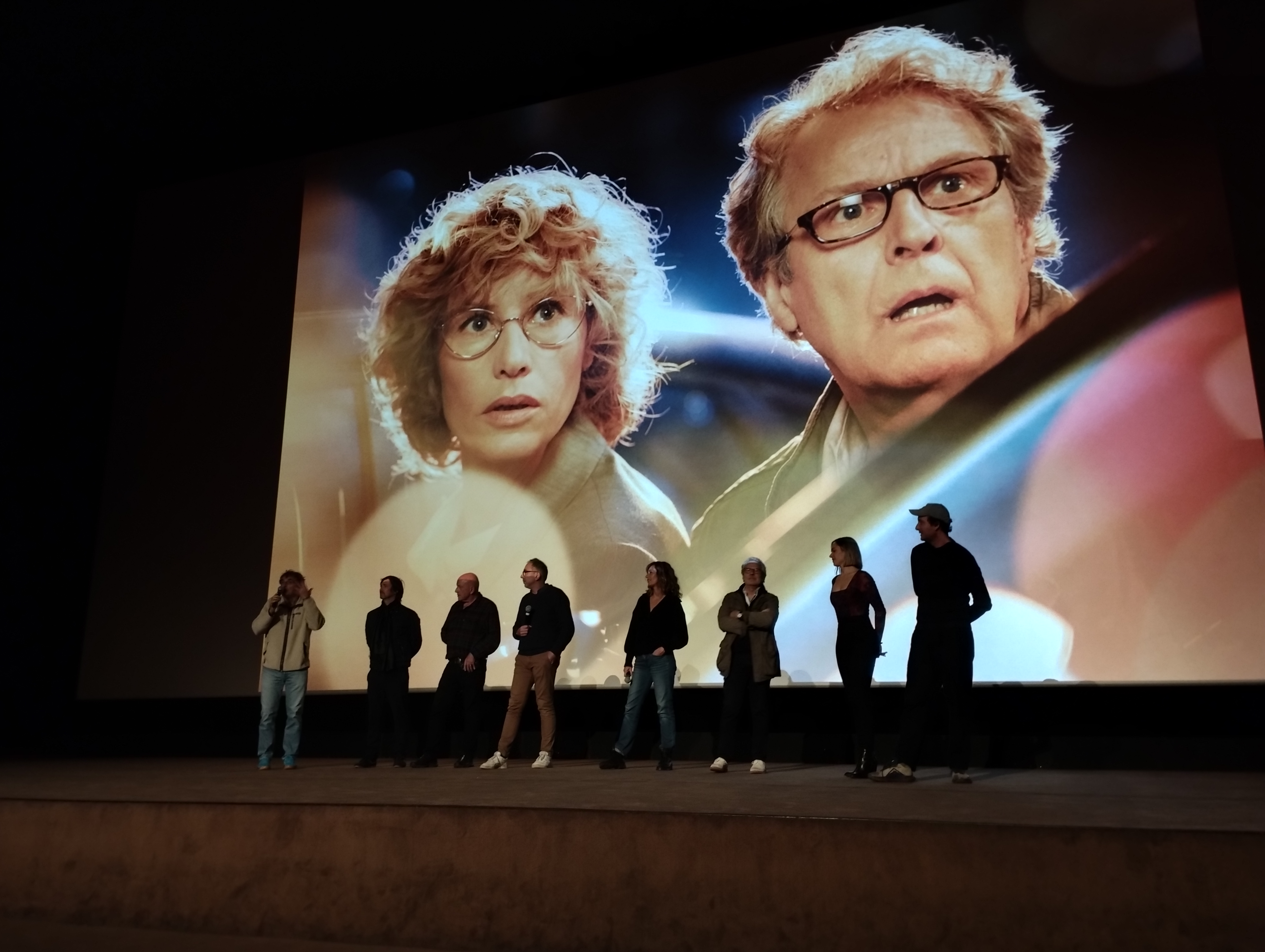
Avant-première de Second Tour au MK2 Bibliothèque de Paris, avec entre autres : Albert Dupontel, Christophe Julien, Nicolas Marié, Cécile de France et David Marsais.

Sa réalisation Adieu les cons sort en octobre 2020, pendant la seconde vague de la pandémie de Covid-19, alors qu’un couvre-feu empêche les cinémas d’ouvrir en soirée. Le film reçoit des avis plutôt positifs, il réalise le meilleur démarrage pour un film français en 2020 en dépassant les 600 000 entrées la première semaine. Le film est le grand vainqueur de la cérémonie des César en 2021 en remportant 7 prix dont celui de la meilleure réalisation, du meilleur film et du meilleur scénario. Le film sort de nouveau au cinéma en mai 2021. Il démarre aussi fort qu'en octobre 2020 malgré les fortes restrictions appliquées aux salles de cinéma. En fin d'exploitation, Adieu les cons enregistre plus de deux millions d'entrées.

### Engagements
Albert Dupontel est, depuis sa création en 2012, parrain de War on Screen, le festival international du film de guerre de Châlons-en-Champagne.
En septembre 2013, il est président du jury du Festival international du film grolandais de Toulouse. Il y décerne un prix spécial à Wrong Cops de Quentin Dupieux.

## Spectacles
- 1990 : Sale spectacle 1, one man show au Théâtre Tristan Bernard.
- 1992 : Sale spectacle 2, one man show à l'Olympia.

## Filmographie
Sauf indication contraire, les informations mentionnées dans cette section peuvent être confirmées par les bases de données cinématographiques IMDb et Allociné,  présentes dans la section « Liens externes ».

### Acteur

#### Cinéma
- 1988 : Encore de Paul Vecchiali : Alain
- 1988 : La Bande des quatre de Jacques Rivette : un (faux) voyou
- 1989 : La Nuit du doute de Cheikh Djemai
- 1991: Une vie rêvée (court métrage) d'Ida Palomba
- 1993 : Chacun pour toi de Jean-Michel Ribes : Gus
- 1994 : Giorgino de Laurent Boutonnat : l'infirmier infirme
- 1996 : Un héros très discret de Jacques Audiard : Dionnet
- 1996 : Bernie d'Albert Dupontel : Bernie Noël
- 1998 : Serial Lover de James Huth : Eric Cellier
- 1999 : La Maladie de Sachs de Michel Deville : le docteur Bruno Sachs
- 1999 : Du bleu jusqu'en Amérique de Sarah Lévy : le professeur Helpos
- 1999 : Le Créateur d'Albert Dupontel : Darius
- 2000 : Les Acteurs de Bertrand Blier : un officier de police
- 2001 : L'Origine du monde de Jérôme Enrico : le travesti
- 2002 : Petites Misères de Philippe Boon et Laurent Brandenbourger : Jean
- 2002 : Irréversible de Gaspar Noé : Pierre
- 2002 : Monique : toujours contente de Valérie Guignabodet : Alex
- 2003 : Les Clefs de bagnole de Laurent Baffie : lui-même
- 2004 : Le Convoyeur de Nicolas Boukhrief : Alexandre Demarre
- 2004 : Un long dimanche de fiançailles de Jean-Pierre Jeunet : Célestin Poux
- 2006 : Fauteuils d'orchestre de Danièle Thompson : Jean-François Lefort, le pianiste
- 2006 : Enfermés dehors d'Albert Dupontel : Roland
- 2006 : Avida de Benoît Delépine, Gustave Kervern : le garde du corps
- 2006 : Président de Lionel Delplanque : le président de la République
- 2006 : Odette Toulemonde  d'Éric-Emmanuel Schmitt : Balthazar Balsan
- 2007 : Jacquou le croquant de Laurent Boutonnat : le père de Jacquou
- 2007 : Chrysalis de Julien Leclercq : David Hoffmann
- 2007 : L'Ennemi intime de Florent-Emilio Siri : le sergent Dougnac
- 2008 : Louise-Michel de Gustave Kervern et Benoît Delépine : Miro
- 2008 : Paris de Cédric Klapisch : Jean, le maraîcher
- 2008 : Deux Jours à tuer de Jean Becker : Antoine Méliot
- 2009 : Le Vilain d'Albert Dupontel : Sidney
- 2010 : Le Bruit des glaçons de Bertrand Blier : le cancer
- 2011 : La Proie d'Éric Valette : Franck Adrien
- 2011 : La Brindille d'Emmanuelle Millet : le directeur du musée
- 2012 : Cadres noirs de Manuel Boursinhac
- 2012 : Le Grand Soir de Gustave Kervern et Benoît Delépine : Jean-Pierre Bonzini
- 2013 : 9 Mois ferme d'Albert Dupontel : Bob
- 2014 : La Cérémonie de clôture du FIFIGROT 2013, Carnets filmés de Gérard Courant : le maître de cérémonie
- 2015 : En équilibre de Denis Dercourt : Marc
- 2016 : Les Premiers, les Derniers de Bouli Lanners : Cochise
- 2017 : Au revoir là-haut d'Albert Dupontel : Albert Maillard
- 2020 : Adieu les cons d'Albert Dupontel : Jean-Baptiste Cuchas
- 2020 : Mon cousin de Jan Kounen : un patient de l'hôpital psychiatrique (caméo)
- 2022 : Big Bug de Jean-Pierre Jeunet : l'homme à la prothèse (caméo)
- 2023 : Second Tour d'Albert Dupontel : Pierre-Henri Mercier / Santu

#### Courts métrages
- 1992 : Désiré d'Albert Dupontel : le médecin
- 1996 : Je suis ton châtiment de Guillaume Bréaud

#### Télévision
- 1990 : V comme vengeance d'Andy Bausch
- 2011 : Belmondo, itinéraire… de Vincent Perrot et Jeff Domenech : lui-même (témoignage)

### Réalisateur et scénariste
- 1992 : Désiré (court métrage)
- 1996 : Bernie
- 1999 : Le Créateur
- 2006 : Enfermés dehors
- 2009 : Le Vilain
- 2013 : 9 Mois ferme
- 2017 : Au revoir là-haut
- 2020 : Adieu les cons
- 2023 : Second Tour

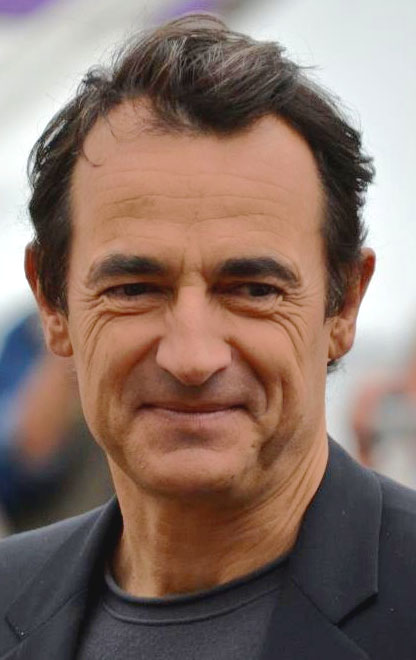
Albert Dupontel au festival de Cannes 2012.

- Prochainement : Il faut brûler maman ![32]

## Livre audio
En 1996, Albert Dupontel prête sa voix à Papoo, père de famille dans Les Enfants du futur, une fable orale écrite par Alan Simon.

## Influences
Albert Dupontel considère Charlie Chaplin comme une référence, étant à ses yeux le seul acteur classique du cinéma qui a l'élégance de faire rire avec des histoires dramatiques.
Le réalisateur Terry Gilliam fait également partie de ses influences ; ce dernier fait des apparitions (caméo) dans ses films (Enfermés dehors, 9 Mois ferme et Adieu les cons).
Par ailleurs, bien qu'il ne considère pas Raymond Depardon comme une source d'inspiration, il concède que son œuvre lui a inspiré le scénario de 9 Mois ferme et de plusieurs personnages.

## Collaborateurs réguliers

### Acteurs
- Philippe Duquesne[35]
- Nicolas Marié[9]
- Claude Perron[9]
- Philippe Uchan[9]
- Hélène Vincent[9]
- Michel Vuillermoz[36],[37]
- Bouli Lanners[38]

### Équipe technique
- Christophe Pinel : montage[39],[40]
- Cédric Fayolle : effets spéciaux numériques[41]
- Guy Monbillard : effets spéciaux[réf. nécessaire]
- Christophe Julien : musique[42]
- Mimi Lempicka : costumes[43]

### Production
- Catherine Bozorgan[44]

## Distinctions

### Récompenses et nominations
| Récompense                                           | Année | Catégorie                           | Film                  | Statut                                 |
| ---------------------------------------------------- | ----- | ----------------------------------- | --------------------- | -------------------------------------- |
| César du cinéma                                      | 1997  | Meilleur premier film               | Bernie                | Nomination                             |
| César du cinéma                                      | 1997  | Meilleur acteur dans un second rôle | Un héros très discret | Nomination                             |
| César du cinéma                                      | 2000  | Meilleur acteur                     | La Maladie de Sachs   | Nomination                             |
| César du cinéma                                      | 2009  | Meilleur acteur                     | Deux Jours à tuer     | Nomination                             |
| César du cinéma                                      | 2014  | Meilleur film                       | 9 Mois ferme          | Nomination                             |
| César du cinéma                                      | 2014  | Meilleure réalisation               | 9 Mois ferme          | Nomination                             |
| César du cinéma                                      | 2014  | Meilleur scénario original          | 9 Mois ferme          | Lauréat                                |
| César du cinéma                                      | 2014  | Meilleur acteur                     | 9 Mois ferme          | Nomination                             |
| César du cinéma                                      | 2018  | Meilleur film                       | Au revoir là haut     | Nomination                             |
| César du cinéma                                      | 2018  | Meilleure réalisation               | Au revoir là haut     | Lauréat                                |
| César du cinéma                                      | 2018  | Meilleure adaptation                | Au revoir là haut     | Lauréat (partagé avec Pierre Lemaitre) |
| César du cinéma                                      | 2018  | Meilleur acteur                     | Au revoir là haut     | Nomination                             |
| César du cinéma                                      | 2021  | Meilleur acteur                     | Adieu les cons        | Nomination                             |
| César du cinéma                                      | 2021  | Meilleure réalisation               | Adieu les cons        | Lauréat                                |
| César du cinéma                                      | 2021  | Meilleur film                       | Adieu les cons        | Lauréat                                |
| César du cinéma                                      | 2021  | Meilleur scénario original          | Adieu les cons        | Lauréat                                |
| César du cinéma                                      | 2021  | César des lycéens                   | Adieu les cons        | Lauréat                                |
| Lumières de la presse internationale                 | 2009  | Meilleur acteur                     | Deux Jours à tuer     | Nomination                             |
| Lumières de la presse internationale                 | 2014  | Meilleur film                       | 9 Mois ferme          | Nomination                             |
| Lumières de la presse internationale                 | 2014  | Meilleure réalisation               | 9 Mois ferme          | Nomination                             |
| Lumières de la presse internationale                 | 2014  | Meilleur scénario                   | 9 Mois ferme          | Nomination                             |
| Lumières de la presse internationale                 | 2018  | Meilleur film                       | Au revoir là-haut     | Nomination                             |
| Lumières de la presse internationale                 | 2018  | Meilleur scénario                   | Au revoir là-haut     | Nomination                             |
| Lumières de la presse internationale                 | 2021  | Meilleur film                       | Adieu les cons        | Nomination                             |
| Lumières de la presse internationale                 | 2021  | Meilleure mise en scène             | Adieu les cons        | Nomination                             |
| Lumières de la presse internationale                 | 2021  | Meilleur acteur                     | Adieu les cons        | Nomination                             |
| Globes de cristal                                    | 2007  | Meilleur acteur                     | Enfermés dehors       | Nomination                             |
| Globes de cristal                                    | 2009  | Meilleur acteur                     | Deux Jours à tuer     | Nomination                             |
| Globes de cristal                                    | 2014  | Meilleur film                       | 9 Mois ferme          | Lauréat                                |
| Globes de cristal                                    | 2014  | Meilleur acteur                     | 9 Mois ferme          | Nomination                             |
| Globes de cristal                                    | 2018  | Meilleur film                       | Au revoir là-haut     | Lauréat                                |
| Globes de cristal                                    | 2018  | Meilleur acteur                     | Au revoir là-haut     | Nomination                             |
| Prix Louis-Delluc                                    | 2013  |                                     | 9 Mois ferme          | Nomination                             |
| Prix Jacques-Prévert du scénario                     | 2014  | Meilleur scénario original          | 9 Mois ferme          | Lauréat                                |
| Festival international du film fantastique de Yubari | 1998  | Meilleur film                       | Bernie                | Lauréat                                |
| Festival international du film du Caire              | 2007  | Meilleur acteur                     | L'Ennemi intime       | Lauréat                                |
| Prix Henri-Jeanson                                   | 2013  |                                     |                       | Lauréat                                |
| Étoiles d'or de la presse du cinéma français         | 2014  | Meilleur scénario                   | 9 Mois ferme          | Lauréat                                |

### Décoration
- Chevalier de l'ordre des Arts et des Lettres (2007)[45]